# Skytte vid europeiska spelen 2015
Skytte vid europeiska spelen 2015 i Baku avgjordes mellan 16 juni och 22 juni i Baku Shooting Centre. Totalt 19 tävlingar fanns på programmet varav fyra i den icke-olympiska klassen mix-lag. Vinnarna av de 15 övriga tävlingarna kvalificerade sig för Olympiska sommarspelen 2016.

## Medaljsummering
Herrar
| Gren                      | Guld                      | Silver                  | Brons                   |
| 10 m luftgevär            | Vitali Bubnovitj (BLR)    | Niccolò Campriani (ITA) | Sergey Richter (ISR)    |
| 50 m gevär liggande       | Henri Junghänel (GER)     | Marco de Nicolo (ITA)   | Sergei Martynov (BLR)   |
| 50 m gevär tre positioner | Valerian Sauveplane (FRA) | Petar Gorsa (CRO)       | Vitali Bubnovitj (BLR)  |
| 10 m luftpistol           | Damir Mikec (SRB)         | João Costa (POR)        | Juraj Tužinský (SVK)    |
| 25 m pistol               | Christian Reitz (GER)     | Alexei Klimov (RUS)     | Oliver Geis (GER)       |
| 50 m pistol               | Damir Mikec (SRB)         | Pavol Kopp (SVK)        | Yusuf Dikeç (TUR)       |
| Trap                      | Alexey Alipov (RUS)       | Erik Varga (SVK)        | Giovanni Pellielo (ITA) |
| Dubbeltrap                | Vitaly Fokeev (RUS)       | Richárd Bognár (HUN)    | Antonino Barillà (ITA)  |
| Skeet                     | Valerio Luchini (ITA)     | Stefan Nilsson (SWE)    | Marko Kemppainen (FIN)  |

Damer
| Gren                      | Guld                        | Silver                 | Brons                  |
| 10 m luftgevär            | Andrea Arsović (SRB)        | Sarah Hornung (SUI)    | Barbara Engleder (GER) |
| 50 m gevär tre positioner | Petra Zublasing (ITA)       | Laurence Brize (FRA)   | Olivia Hofmann (AUT)   |
| 10 m luftpistol           | Zorana Arunović (SRB)       | Sonia Franquet (ESP)   | Viktoria Chaika (BLR)  |
| 25 m pistol               | Heidi Diethelm Gerber (SUI) | Antoaneta Boneva (BUL) | Monika Karsch (GER)    |
| Trap                      | Fátima Gálvez (ESP)         | Arianna Perilli (SMR)  | Elena Tkatj (RUS)      |
| Skeet                     | Amber Hill (GBR)            | Diana Bacosi (ITA)     | Chiara Cainero (ITA)   |

Mixlag
| Gren            | Guld                                      | Silver                                         | Brons                                             |
| 10 m luftgevär  | Italien Niccolo Campriani Petra Zublasing | Danmark Steffen Olsen Stine Nielsen            | Ryssland Sergey Kruglov Daria Vdovina             |
| 10 m luftpistol | Tyskland Christian Reitz Monika Karsch    | Grekland Konstantinos Malgarinos Anna Korakaki | Ryssland Vladimir Gonttjarov Ekaterina Korsjunova |
| Trap            | Slovakien Erik Varga Zuzana Štefečeková   | Ryssland Alexey Alipov Elena Tkatj             | San Marino Manuel Mancini Alessandra Perilli      |
| Skeet           | Italien Valerio Luchini Diana Bacosi      | Cypern Georgios Achilleos Andri Eleftheriou    | Frankrike Anthony Terras Lucie Anastassiou        |